# Propyläen Verlag
Der Propyläen Verlag ist ein Imprint des Ullstein Verlages mit Sitz in Berlin. Unter diesem Namen werden Sachbücher, Biografien und Klassikerausgaben veröffentlicht.

## Geschichte
Das Imprint wurde 1919 begründet, nachdem Ullstein vom Georg Müller Verlag die dort begonnene Propyläen-Edition der Werke Goethes übernommen hatte. Die Leitung oblag zu Beginn Emil Herz. In den zwanziger Jahren erschienen bei Propyläen insbesondere Werke zu Geschichte und Kunstgeschichte, ab 1923 beispielsweise die Propyläen Kunstgeschichte in 24 Bänden, und von 1929 bis 1933 eine Weltgeschichte in zehn Bänden, herausgegeben von Walter Goetz. Veröffentlicht wurden aber auch Klassiker wie Schiller oder Montaigne. Im belletristischen Programm erschien 1929 der Roman Im Westen nichts Neues von Erich Maria Remarque, der als Anklage gegen den Krieg von konservativen Kreisen abgelehnt wurde. Auch waren verschiedene Periodika im Programm, so z. B. zwischen 1921 und 1936 das Zeitgeist-Magazin "Der Querschnitt". 
In der NS-Zeit wurde der Ullstein Verlag 1934 enteignet. Der Propyläen Verlag wurde, im Gegensatz zu Ullstein selbst, unter gleichem Namen fortgeführt. Von 1935 bis 1937 gaben Willy Andreas und Wilhelm von Scholz ein fünfbändiges biographisches Werk über Die großen Deutschen heraus, Willy Andreas begann 1940 außerdem mit einer Neubearbeitung der Propyläen Weltgeschichte, die dem nationalsozialistischen Geschichtsbild entsprach.
Nach der Rückgabe der Verlagsgruppe 1952 an die Familie Ullstein übernahm Albrecht Knaus die Leitung des Propyläen Verlags. Unter seiner Leitung erwarb der Verlag 1959 alle Rechte am Gesamtwerk Gerhart Hauptmanns. Unter Mitwirkung von Golo Mann wurde mit der Arbeit an einer Neuauflage der Propyläen Weltgeschichte begonnen, die ein pluralistisches Weltbild ausdrücken sollte. Im gleichen Jahr verlegte Propyläen seinen Sitz mit der gesamten Ullstein-Gruppe nach Darmstadt.
1960 erwarb der Axel Springer Verlag mit der Ullstein-Gruppe auch den Propyläen Verlag. Von 1962 bis 1979 übernahm Wolf Jobst Siedler die Leitung des Verlages, unter seiner Leitung wurden mehrbändige Werke zur Literaturgeschichte und zur Geschichte Deutschlands und Europas begonnen. 1967 wurde der Sitz der Ullstein-Gruppe nach Berlin zurück verlegt. Großen Erfolg hatte der Verlag 1969 mit den kontroversen Erinnerungen des NS-Funktionärs Albert Speer sowie 1973 mit der Hitler-Biographie von Joachim Fest.
Nach der Zusammenführung des Ullstein Verlages mit dem Langen Müller Verlag 1985 übernahm Herbert Fleissner die Geschäftsführung. In der Folgezeit beteiligte sich der Propyläen Verlag mit prominenten Publikationen am Historikerstreit zur Bewertung des Nationalsozialismus, etwa durch die Herausgabe von Ernst Noltes Werk Der europäische Bürgerkrieg 1917–1945. Der 1995 veröffentlichte neunte Band der Propyläen Geschichte Deutschlands, Der Weg in den Abgrund von Karlheinz Weißmann, einem Wortführer der Neuen Rechten, wurde nach einer Distanzierung des Herausgebergremiums vom Verlag zurückgezogen.
Angesichts des öffentlichen Eklats übernahm der Axel Springer Verlag Anfang 1996 die Ullstein-Gruppe wieder allein und trennte sich von Herbert Fleissner. In der Folgezeit wurde das Programm des Propyläen Verlages mit Autoren wie Helmut Kohl oder Peter Scholl-Latour verstärkt auf populäre Titel ausgerichtet.
2003 veräußerte der Axel Springer Verlag seine Buchverlage an die Bonnier Media Deutschland Holding des schwedischen Bonnier-Konzerns.

## Programm
Ein Schwerpunkt des aktuellen Programms liegt im Bereich Politik und Zeitgeschichte, zu den Autoren zählen beispielsweise Hubertus Knabe, Niall Ferguson oder auch Peter Struck. Einen weiteren Schwerpunkt bilden Biografien, ein Klassiker ist hier die Hitler-Biografie von Joachim Fest. Im belletristischen Bereich werden Werk und Tagebücher von Gerhart Hauptmann verlegt.